# Die Ruinenstätte von Tiahuanaco im Hochlande des alten Perú
Die Ruinenstätte von Tiahuanaco im Hochlande des alten Perú: Eine kulturgeschichtliche Studie auf Grund selbstständiger Aufnahmen ist ein im Jahr 1892 von Alfons Stübel und Max Uhle veröffentlichtes umfangreiches Werk über die vorinkaische Ruinenstätte Tiwanaku im heutigen Bolivien. Die Studie wird als richtungsweisend und „tragende Säule“ der modernen Tiwanaku-Forschung angesehen.

## Hintergrund

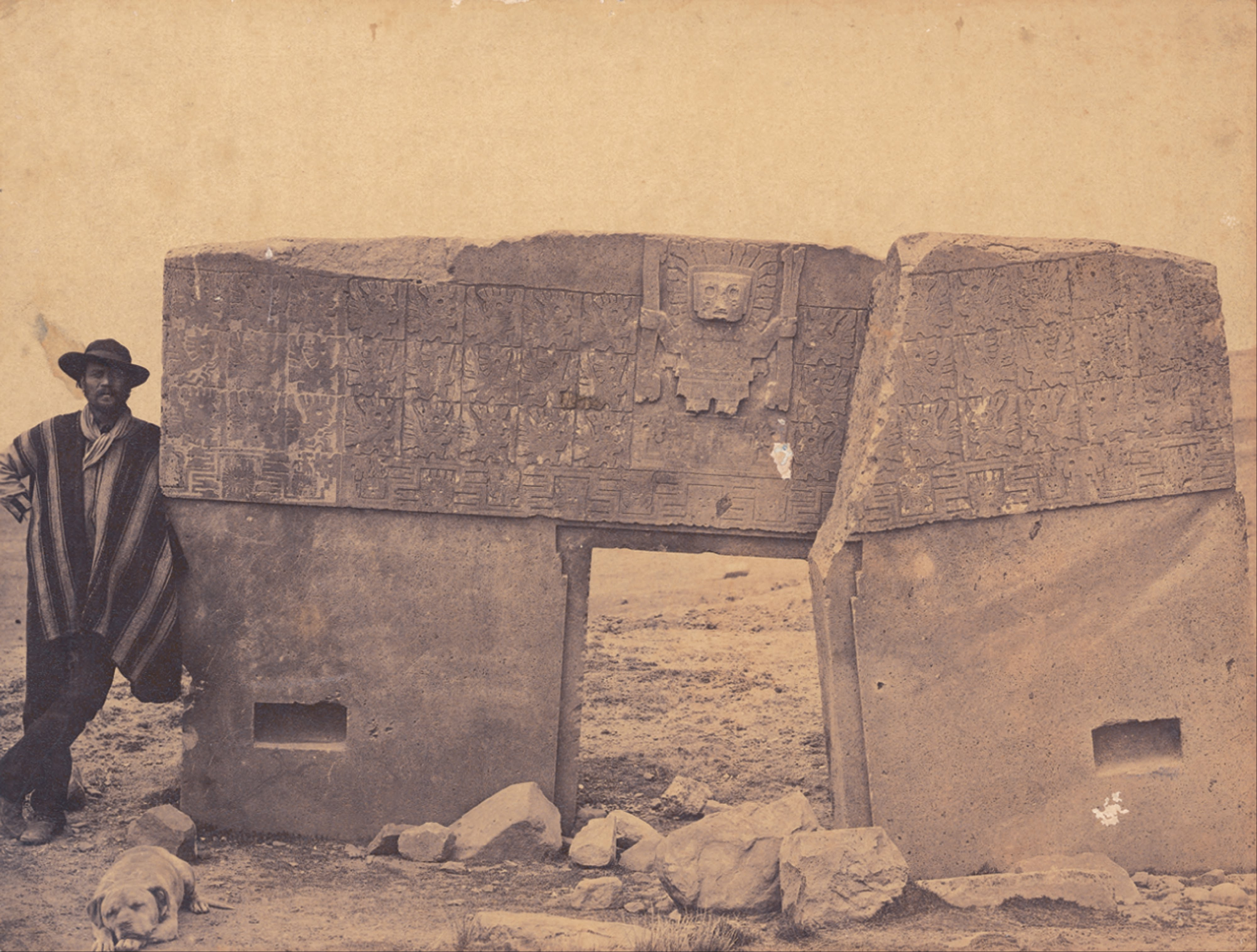
Fotografie von Georges B. von Grumbkow aus dem Jahr 1876: Alphons Stübel am Sonnentor lehnend; Stübel und Uhle (1892) Tafel 5 (Erster Teil): „Das Monolith-Tor von Ak-kapana“ (Ostseite)

Während eines kurzen Aufenthalts zwischen dem 31. Dezember 1876 und dem 8. Januar 1877, vermaß der  Geologe und Vulkanforscher Alphons Stübel zahlreiche Tore, Torfragmente und Steinblöcke  in Tiwanaku. Stübel betrachtete das Mauerwerk von Tiahuanaco mit Ehrfurcht, was ihn dazu veranlasste, hochgenaue und exquisite Zeichnungen der verschiedenen Tore und vieler dort gefundener Steinblöcke anzufertigen. Seine sorgfältige Arbeit wurde später mit Unterstützung von Max Uhle veröffentlicht. Uhle erstellte den ersten Überblick über das damalige Wissen über Tiahuanaco und legte damit den Grundstein für die wissenschaftliche Erforschung des Ortes, seiner Erbauer und ihrer Kultur.
Uhle war wie der deutsche Amateurarchäologe Arthur Posnansky so fasziniert von Tiwanaku, dass er vor seinem Besuch über die Stätte schrieb. Das Werk ist mit zahlreichen Fotografien illustriert, die überwiegend von Georges B. von Grumbkow aufgenommen wurden. Max Uhle trat als Mitverfasser auf, obwohl er die Stätte nicht besucht hatte. Auf Grundlage der Schilderungen und Fotografien, die Alphons Stübel von seiner Reise mitbrachte gelang es ihm, Expertise über Tiwanaku zu erwerben und so die Ruinen zu studieren. Anders als andere Abenteurer glaubte Uhle, dass die Erbauer von Tiwanaku die Vorfahren der Aymara-sprechenden Gemeinschaften des Altiplano gewesen seien und dass die Erinnerung an die einstige Größe im Laufe der Zeit verschwand.
Der Archäologie Alexei Vranich gibt an, dass die von Stübel hergestellten Miniaturrepliken, die er auf der Grundlage von Feldmessungen herstellte, sowie alle Notizen dazu bei der Bombardierung Leipzigs durch die Alliierten während des Zweiten Weltkriegs verloren gegangen seien.

## Inhalt
Das Buch gliedert sich  in einen ersten und einen zweiten Teil („Erster Theil“ und „Zweiter Theil“), wobei sich der erste Teil hauptsächlich den Monumentalstrukturen, Stelen, Monolithblöcken und Tongefäßen widmet. Der zweite Teil umfasst die historische Einordnung und gibt eine Deutung des Sonnentores (von den Autoren „großes monolithisches Thor von Ak-kapana“ genannt).

## Wissenschaftliche Rezeption
Rudolf Virchow schrieb in der Zeitschrift für Ethnologie eine Rezension über das Buch von Stübel und Uhle und stellte positiv die „Ausführlichkeit, an welche uns Hr. Stübel in seinen südamerikanischen Schilderungen gewöhnt hat“, heraus. Virchow betonte die Wichtigkeit des Werks, indem er schrieb

„Die deutsche Literatur kann stolz darauf sein, ein solches Werk zu besitzen, welches für alle Zukunft in urkundlicher Genauigkeit die Kenntniss der heutigen, freilich so kümmerlichen Überreste erhalten wird.“

Der schweizerisch-amerikanische Anthropologe Adolph Bandelier, der im September 1894 neunzehn Tage in Tiwanaku verbrachte, um die Ruinen und die soziale Struktur der damals dort lebenden Menschen zu studieren, schrieb in seinem Buch The Ruins At Tiahuanaco (1911), dass er nicht vorgeben könne, auch nur ansatzweise etwas zu präsentieren, das der „sachkundigen und detaillierten Arbeit“ (learned and elaborate works) von Stübel und Uhle nahe kommt.
Nach William H. Isbell hätte sich in der Mitte bis Ende des neunzehnten Jahrhunderts eine wissenschaftliche Disziplin namens „amerikanische Archäologie“ gebildet. Tiwanaku gehöre zu den ersten Stätten, die professionell untersucht worden seien. Zu diesen professionellen Untersuchungen zählt er das Werk von Stübel und Uhle. Nach Michael Moseley stellt die Arbeit von Alphons Stübel in den Jahren 1876–1877 eine entscheidende Wende dar, hin zu einer systematischen Beschreibung der Ruinenstätte. Dies sei gelungen, indem Stübel die vielen archäologischen Artefakte methodisch vermaß, zeichnete und dokumentierte. Der Band sei nach Moseley gut aufgenommen worden und erschien, als die Disziplin der Archäologie noch in den Kinderschuhen steckte. Die Veröffentlichung von Die Ruinenstätte von Tiahuanaco im Hochlande des alten Perú hätte unmittelbar die internationale Anerkennung der imposanten Ruinen als erstklassiges Monument der Neuen Welt mit sich gebracht. Nach der Veröffentlichung sei Tiwanaku lange Zeit ein privilegierter Mittelpunkt der Aufmerksamkeit, der wissenschaftlichen Debatte und der intensiven Spekulation gewesen. Nach William H. Isbell und Patricia J. Knobloch hätten die Europäer Ende des 19. Jahrhunderts den indigenen amerikanischen Zivilisationen wenig Altertum zugeschrieben und hätten archäologische Überreste mit einer synchronen Zeit vor der Eroberung in Verbindung gebracht. Eine Ausnahme sei Max Uhle (Stübel und Uhle 1892) gewesen, der sich der Aufgabe gewidmet hätte einen „Tiwanaku-Stil“ zu definieren. Uhle hätte zeigen können, dass der durch ihn beschriebene „Tiwanaku-Stil“ einer Kultur des Altiplano zuzuschreiben sei, die die Eroberung der Inka prädatiere.
Alva Curtis Wilgus bezeichnet Die Ruinenstätte von Tiahuanaco im Hochlande des alten Perú als detailreiches und klassisches Werk.
Nach den Architekturhistorikern Jean-Pierre Protzen und Stella Nair bildet das Werk noch heute eine tragende Säule der Tiwanaku-Forschung, die ihrer Ansicht nach niemand ignorieren dürfe. Dennoch sei das präsentierte Material zweifellos selektiv, da Stübel nur neun Tage in Tiwanaku verbracht habe. Es gebe nach Protzen und Nair auch einige Ungenauigkeiten. Zum Beispiel seien die Detailzeichnungen um das zerstörte Fenster beim Steinblock „Little Pumapunku“ möglicherweise nicht akkurat, da eine Rekonstruktion dieses Fensters zeige, dass es nicht so ausgehen haben könne wie in Stübel und Uhle (1892 [I]: Tafel 36, 2, Abb. 2, 2a). Protzen und Nair führen dies drauf zurück, dass zwischen der Feldarbeit von Stübel und der Veröffentlichung des Werks 15 Jahre gelegen haben, wodurch möglicherweise einige Details durcheinander geraten seien könnten.

## „Kontroverse“ mit Arthur Posnansky
Genauso wie Uhle war der deutsche Amateurarchäologe Arthur Posnansky fasziniert von Tiwanaku. Max Uhle 1912 übte 1912 scharfe Kritik an einem der ersten Bücher Posnanskys, was zu einem Streit führte, der in persönlichen Angriffen mündete. Insbesondere zweifelte Uhle Posnanskys Chronologie an und kritisierte ihn, weil er seine eigenen Forschungen nicht zitierte.  Posnanskys Chronologie wurde kurz nach seinem Tod mit den ersten Radiokarbondaten der Stätte verworfen.
Arthur Posnansky wies jegliche Erkenntnisse von Stübel und Uhle zurück. Insbesondere sah er entgegen der Meinung von Stübel und Uhle die Seitenstücke des Sonnentorfrieses als original an und betrachtete sie nicht wie Stübel und Uhle als spätere Arbeit. Nach den Architekturhistorikern Jean-Pierre Protzen und Stella Nair könne man Posnanskys Argumente und die gesamte „Kontroverse“ getrost ignorieren, hätten Posnanskys Vorstellungen nicht viele nachfolgende Forscher beeinflusst. Eine wiederholte Untersuchung des Sonnentorfrieses von Protzen und Nair stützt die Erkenntnisse von Stübel und Uhle und widerlegt Posnanskys Argumente.